# Ferrari F10
A Ferrari F10 egy Formula–1-es versenyautó, amelyet a Scuderia Ferrari tervezett és épített a 2010-es Formula–1 világbajnokságra. Versenyzői az előző idényekben már a csapatnál versenyző Felipe Massa és az újonnan érkező Fernando Alonso voltak.

## Áttekintés
Először 2010. január 28-án mutatták be az új autót Maranellóban. Tervezték, hogy már ekkor pályára viszik, de a rossz idő miatt végül csak a valenciai teszteken gurult pályára.
Az már a teszteken bebizonyosodott, hogy az előző évihez képest egy nagyon jó konstrukció készült. A szezonnyitó bahreini nagydíjon Alonso második, Massa a harmadik helyre kvalifikálta magát, majd Alonso megnyerte élete első ferraris versenyét. Ausztráliában aztán egy Buttonnal való ütközést követően kipördült, de visszajött az utolsó helyről egészen a negyedikig, míg Massa harmadik lett. Malajziában az esős időmérő miatt még a Q2-be sem jutottak be, aztán a mezőny végéről próbáltak feljönni. Alonso két körrel a verseny vége előtt feladta a futamot, de 13. helyen rangsorolták, míg Massa hetedik lett.
Kínában Alonso a rajtnál való kiugrása miatt időbüntetést kapott, a félig nedves pálya miatti kényszerű kerékcserét pedig mindkét versenyző esetében elrontották, így majdnem egy perc hátrányt szedtek össze, A biztonsági autó bejövetele miatt volt csak esélyük felzárkózni és pontokat szerezve megelőzni a McLarent a konstruktőri bajnokságban. A Spanyol Nagydíjon aztán éppen a McLaren egyik újítását, az F-csatornát próbálták ki ők is. Ez egy nem mozgó alkatrészként funkcionáló, tehát elvileg engedélyezett segédlet, mellyel a pilóta saját maga tudta szabályozni a hátsó szárnyhoz jutó levegő mennyiségét. A versenyen Alonso második lett. Az Európa Nagydíjon egy újabb újítást, a befújt diffúzort vetették be, melyet a Red Bull-ról másoltak.
A Német Nagydíjon egy botrányos közjáték rontotta a csapat megítélését. A versenyben sokáig vezetett Felipe Massa, majd a 48. körben Rob Smedley rádión, kvázi kódolva („OK, Fernando gyorsabb, mint te. Vetted az üzenetet?”) arra utasította őt, hogy engedje el Fernando Alonsót. Ez meg is történt Alonso megnyerte a versenyt, Massa második lett, a Ferrari viszont a tiltott csapatutasítás gyanújába keveredett és 100 ezer dolláros pénzbüntetést kellett fizetniük a versenybírák döntése nyomán.
Belgiumban újratervezett dupla diffúzort vetettek be, Olaszországban pedig új első és hátsó szárnyat, melyek segítségével Alonso nyerni tudott itt és Szingapúrban is. Alonso szépen gyűjtötte a pontokat a bajnokságban, és a szezonzáró abu-dzabi nagydíjig kérdéses volt, hogy ő, Vettel, netán Webber lesz-e a világbajnok. A győzelemhez elég lett volna, ha Alonso második, vagy ha Vettel nyer, akkor is legfeljebb negyedik. Bár Alonso a harmadik helyről indult, Vettel pedig az élről, ez is nagyszerű lett volna – ám a csapat a biztonsági autó mögött eltaktikázta a boxkiállást, így Alonso nagyon rossz helyre jött vissza. Próbált volna előrébb jönni, de egyszerűen nem bírt az előtte autózó Vitalij Petrov Renault-jával, mert a Ferrari-motor már igencsak a végét járta, így nem volt benne elég erő. Alonso csak hetedik lett, így a világbajnokságban is csak a második helyet csípte el, Vettel lett az első. A konstruktőrök bajnokságában a Ferrari harmadik lett.

## Eredmények
(félkövérrel jelölve a pole pozíció; dőlt betűvel a leggyorsabb kör)
| Év   | Csapat                    | Motor          | Gumik | Pilóták         | 1   | 2   | 3   | 4   | 5   | 6   | 7   | 8   | 9   | 10  | 11  | 12  | 13  | 14  | 15  | 16  | 17  | 18  | 19  | Pontok | Helyezés |
| ---- | ------------------------- | -------------- | ----- | --------------- | --- | --- | --- | --- | --- | --- | --- | --- | --- | --- | --- | --- | --- | --- | --- | --- | --- | --- | --- | ------ | -------- |
| 2010 | Scuderia Ferrari Marlboro | Ferrari 056 V8 | B     |                 | BHR | AUS | MAL | CHN | ESP | MON | TUR | CAN | EUR | GBR | GER | HUN | BEL | ITA | SIN | JPN | KOR | BRA | ABU | 396    | 3.       |
| 2010 | Scuderia Ferrari Marlboro | Ferrari 056 V8 | B     | Felipe Massa    | 2   | 3   | 7   | 9   | 6   | 4   | 7   | 15  | 11  | 15  | 2   | 4   | 4   | 3   | 8   | KI  | 3   | 15  | 10  | 396    | 3.       |
| 2010 | Scuderia Ferrari Marlboro | Ferrari 056 V8 | B     | Fernando Alonso | 1   | 4   | 13† | 4   | 2   | 6   | 8   | 3   | 8   | 14  | 1   | 2   | KI  | 1   | 1   | 3   | 1   | 3   | 7   | 396    | 3.       |

† - Kiesett, de rangsorolták, mert teljesítette a versenytáv 90 százalékát.

## Érdekességek
Akárcsak a Ferrari F2007 modell, az F10-es is szerepel a Grand Turismo 5 és a Ferrari Virtual Academy című játékokban.

## Fordítás
- Ez a szócikk részben vagy egészben  a   Ferrari F10 című angol Wikipédia-szócikk ezen változatának fordításán alapul.  Az eredeti cikk szerkesztőit annak laptörténete sorolja fel. Ez a jelzés csupán a megfogalmazás eredetét és a szerzői jogokat jelzi, nem szolgál a cikkben szereplő információk forrásmegjelöléseként.